# Eliot Ness

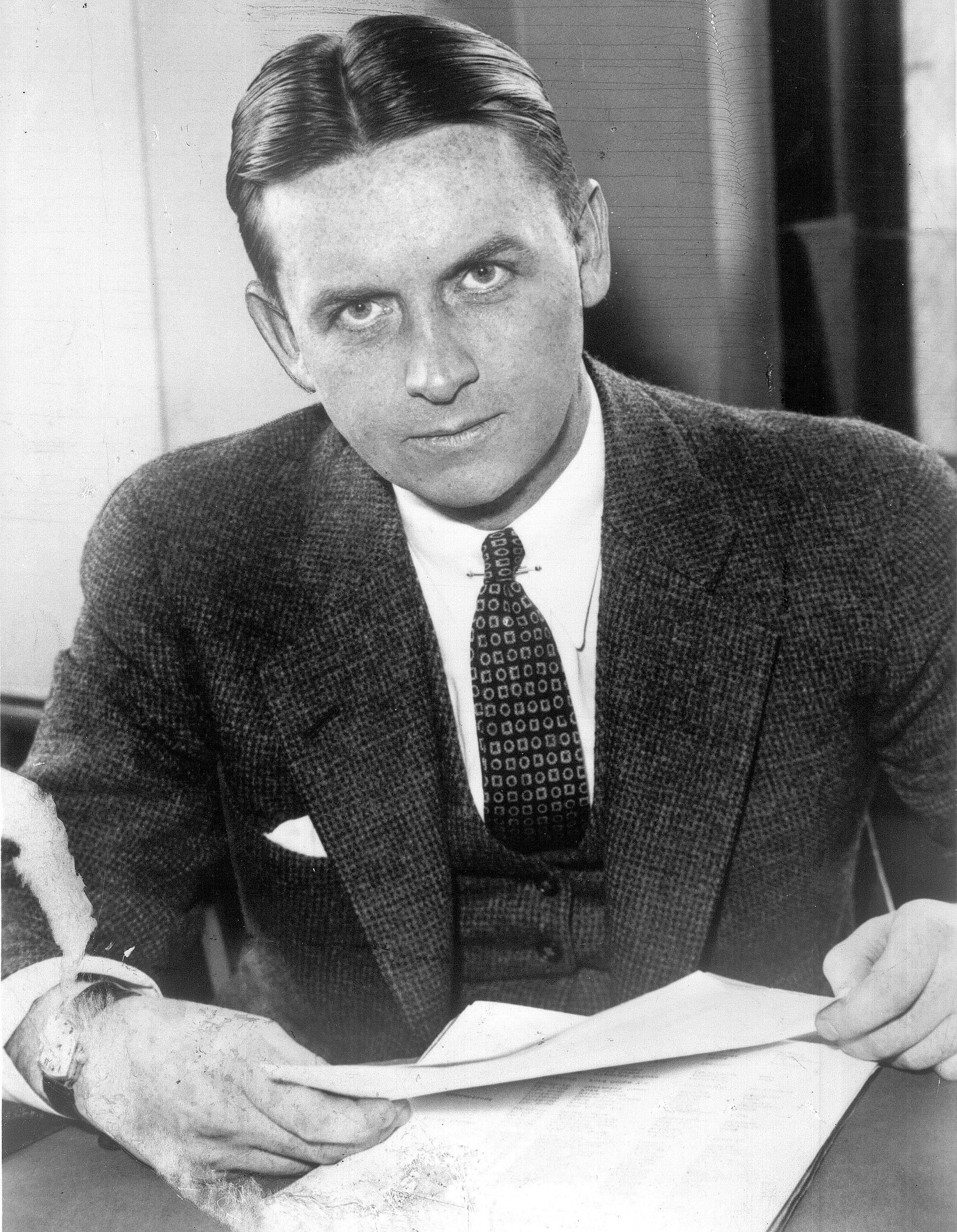
Eliot Ness (ca. 1933)

Eliot Ness (* 19. April 1903 in Chicago, Illinois; † 16. Mai 1957 in Coudersport, Pennsylvania) war ein amerikanischer Finanzbeamter und Prohibitionsagent. Er wurde als Leiter der legendären Gruppe mit dem Spitznamen „Die Unbestechlichen“ für seine Bemühungen bekannt, Al Capones Alkoholhandel zu bekämpfen.

## Kindheit und Jugend
Ness war der Sohn der norwegischen Bäckersleute Peter und Emma Ness. Er ging zur University of Chicago und machte 1925 seinen Bachelor in Wirtschaft und Recht. Er begann sein Berufsleben als Sachverständiger für Einzelhandelskredite bei der Retail Credit Co. von Atlanta, die ihm das Gebiet um Chicago zuwies. Er ging kurze Zeit später wieder zurück an die University of Chicago, um dort einen Kurs in Kriminologie zu belegen.

## Karriere

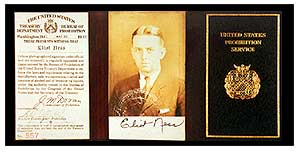
Dienstausweis von Eliot Ness

Im Jahr 1926 veranlasste ihn sein Schwager und FBI-Agent Alexander G. Jamie, bei der Strafverfolgung einzusteigen. 1927 wurde er Finanzbeamter im 300 Mann starken Prohibitionsbüro in Chicago.
Im Anschluss an die Wahl von Herbert Hoover zum US-Präsidenten war Finanzminister Andrew W. Mellon ausdrücklich damit beauftragt, den Gangster Al Capone zu Fall zu bringen. Die US-Regierung ging das „Problem Capone“ von zwei Seiten an: Steuerhinterziehung und der Volstead Act – das Prohibitionsgesetz. Ness wurde dazu auserwählt, die Operationen unter dem Volstead Act anzuführen, der auf die illegalen Brauereien und Nachschubrouten Capones abzielte.
Wegen sich ausbreitender Korruption unter den Strafverfolgern durchsuchte Ness die Akten aller Agenten seiner Abteilung. Er stellte daraus ein verlässliches Team zusammen, das ursprünglich aus fünfzig, später aus fünfzehn und letztendlich aus nur elf Agenten bestand. Razzien gegen Destillerien und Brauereien begannen sofort. Innerhalb von sechs Monaten behauptete Ness, Anlagen im Wert von einer Million Dollar beschlagnahmt zu haben. Die Hauptquelle seiner Informationen war eine große Überwachungsoperation der Telefonleitungen.
Ein misslungener Versuch Capones, Ness’ Agenten zu bestechen, gelangte an die Öffentlichkeit und führte zu deren Spitznamen „Die Unbestechlichen“. Es gab zahlreiche Mordanschläge auf Ness, und Frank Basile, ein guter Freund von ihm, wurde getötet.
Die Bemühungen von Ness und seiner Truppe fügten Capone und dessen Unternehmen zwar einen deutlichen Schaden zu, konnten Capones Machenschaften allerdings nicht unterbinden. Die Anklage wegen Steuerhinterziehung war es, deretwegen Capone schließlich verurteilt wurde. In mehreren großen Gerichtsprozessen 1931 wurde er wegen Steuervergehen zu elf Jahren Gefängnis verurteilt, die rund 5.000 Verstöße gegen das Prohibitionsgesetz führten zu keiner Verurteilung.

## Nach Capones Verurteilung
Ness wurde zum Cheffahnder des Prohibitionsbüros in Chicago befördert; 1934 übernahm er diese Position auch in Ohio. 1935 nahm er eine Stelle in der Stadtverwaltung von Cleveland als Direktor für Öffentliche Sicherheit an. Er leitete eine Kampagne, um Korruption in Polizei- und Feuerwehrbehörden sowie illegales Glücksspiel und Schutzgelderpressung zu unterbinden. Ebenso bemühte er sich, die Sicherheit im Straßenverkehr vor Ort zu verbessern und den Cleveland-Torso-Mörder, einen brutalen Serienmörder der dreißiger Jahre in Cleveland, zu fassen.
1942 zog Ness nach Washington, D.C., um für die US-Regierungsbehörde zu arbeiten. 1944 verließ er wiederum diesen Posten, um Vorsitzender der Sicherheitsfirma Diebold zu werden. 1947 stellte er sich zur Wahl zum Oberbürgermeister von Cleveland, die er allerdings verlor, im gleichen Jahr musste er Diebold verlassen. Er arbeitete schließlich für North Ridge Industrial in Pennsylvania. Sein Buch The Untouchables wurde kurz vor seinem Tod 1957 veröffentlicht. Er starb an einem Herzinfarkt.
Ness war dreimal verheiratet und zweimal geschieden. In seiner ersten Ehe heiratete er 1929 Edna Staley. Sie ließen sich 1938 scheiden. 1939 heiratete er Evaline McAndrew. Sie ließen sich 1945 scheiden. In seiner dritten Ehe heiratete er 1946 Elizabeth Anderson Seaver, mit der er einen Adoptivsohn, Robert Warner, hatte.

## Nachwirkungen

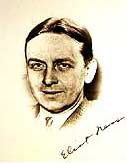
Signierte Zeichnung von Eliot Ness

Es wurden einige Filme und Fernsehserien produziert, die auf seinem Leben basieren. Am bekanntesten ist Brian De Palmas Film The Untouchables – Die Unbestechlichen aus dem Jahr 1987 mit Kevin Costner als Ness. Hauptsächlich beziehen sich die Verfilmungen auf Ness’ Image eines unbestechlichen Gesetzeshüters, wodurch er zu einer amerikanischen Legende wurde. Eliot Ness ist auch der Protagonist in Brian Michael Bendis’ Graphic Novel „Torso“. Ebenso taucht Ness als Nebenfigur in Max Allan Collins’ Graphic Novel Road to Perdition auf. Die Fernsehserie mit Robert Stack in der Hauptrolle fand in den 1960er Jahren großen Anklang auch beim deutschen Publikum.
Des Weiteren taucht Eliot Ness als Nebenrolle in der zwölften Folge der siebten Staffel der US-amerikanischen Kult-Serie Supernatural auf. Eine Anspielung auf Eliot Ness stellt der fiktive Charakter „Rex Banner“ in der 18. Folge der achten Staffel der Serie „Die Simpsons“ dar, dessen Stimme und Auftreten sich auf die Interpretationen von Eliot Ness durch Robert Stack und Kevin Costner in „The Untouchables“ (Film und Serie) beziehen. Einen anachronistischen Miniauftritt hat Ness (zwei Mal fehlerhaft mit Doppel-t „Eliott“ geschrieben) in Lucky Luke gegen Pinkerton (Lucky-Luke-Band 88), als er sich von der Pinkerton National Detective Agency anwerben lässt (S. 27, erstes Panel der ersten Zeile).
Die Great-Lakes-Brauerei in Cleveland braut zu seinen Ehren ein Lagerbier: „The Eliot Ness“.